# Молочков, Максим Сергеевич
Макси́м Серге́евич Молочко́в (3 июля 1988, Псков) — российский гребец-байдарочник, выступает за сборную России с 2007 года. Серебряный призёр чемпионата мира, многократный победитель национальных и молодёжных регат. На соревнованиях представляет Тверскую область и Москву, мастер спорта международного класса.

## Биография
Максим Молочков родился 3 июля 1988 года в городе Пскове, однако впоследствии переехал в Тверь. Активно заниматься греблей начал в возрасте двенадцати лет, сначала проходил подготовку в псковской специализированной детско-юношеской спортивной школе олимпийского резерва «Ника» под руководством тренера А. Б. Клизуба, позже состоял в гребной команде спортивного общества «Динамо» и тренировался у таких специалистов как Е. Н. Сергеева, А. А. Сергеев, А. С. Самохотский. В 2004 году дебютировал на всероссийском первенстве, в программе байдарок-одиночек занял седьмое место на дистанции 500 метров и десятое на дистанции 1000 метров.
На юниорском уровне был серебряным призёром чемпионата Европы, в 2007 году впервые попал во взрослую сборную, а в 2009-м впервые выступил на взрослых мировых и европейских первенствах — в обоих случаях сумел дойти до финальной стадии. В 2011 году в двойках взял серебро на Кубке России в Краснодаре, в 2012-м стал чемпионом страны в эстафете и получил серебряную награду на «Президентской регате» в Казани.
Первого серьёзного успеха добился в 2013 году, когда в очередной раз попал в основной состав российской национальной сборной и выступил на чемпионате мира в немецком Дуйсбурге. В команде, куда также вошли гребцы Юрий Постригай, Олег Харитонов и Александр Дьяченко, выиграл серебряную медаль в эстафете 4 × 200 м, уступив лидерство лишь команде из Польши. За это достижение по итогам сезона удостоен звания мастера спорта России международного класса. На чемпионате России 2014 года был третьим в двойках, кроме того, взял бронзу на Кубке Президента в Москве
Имеет высшее образование, окончил Башкирский институт физической культуры.